# Syrphoctonus pallipes
Syrphoctonus pallipes là một loài tò vò trong họ Ichneumonidae.